# Tintinabulum (liturgie)

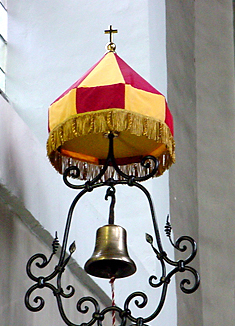
Tintinnabulum a padiglione – insignie bazilik minores

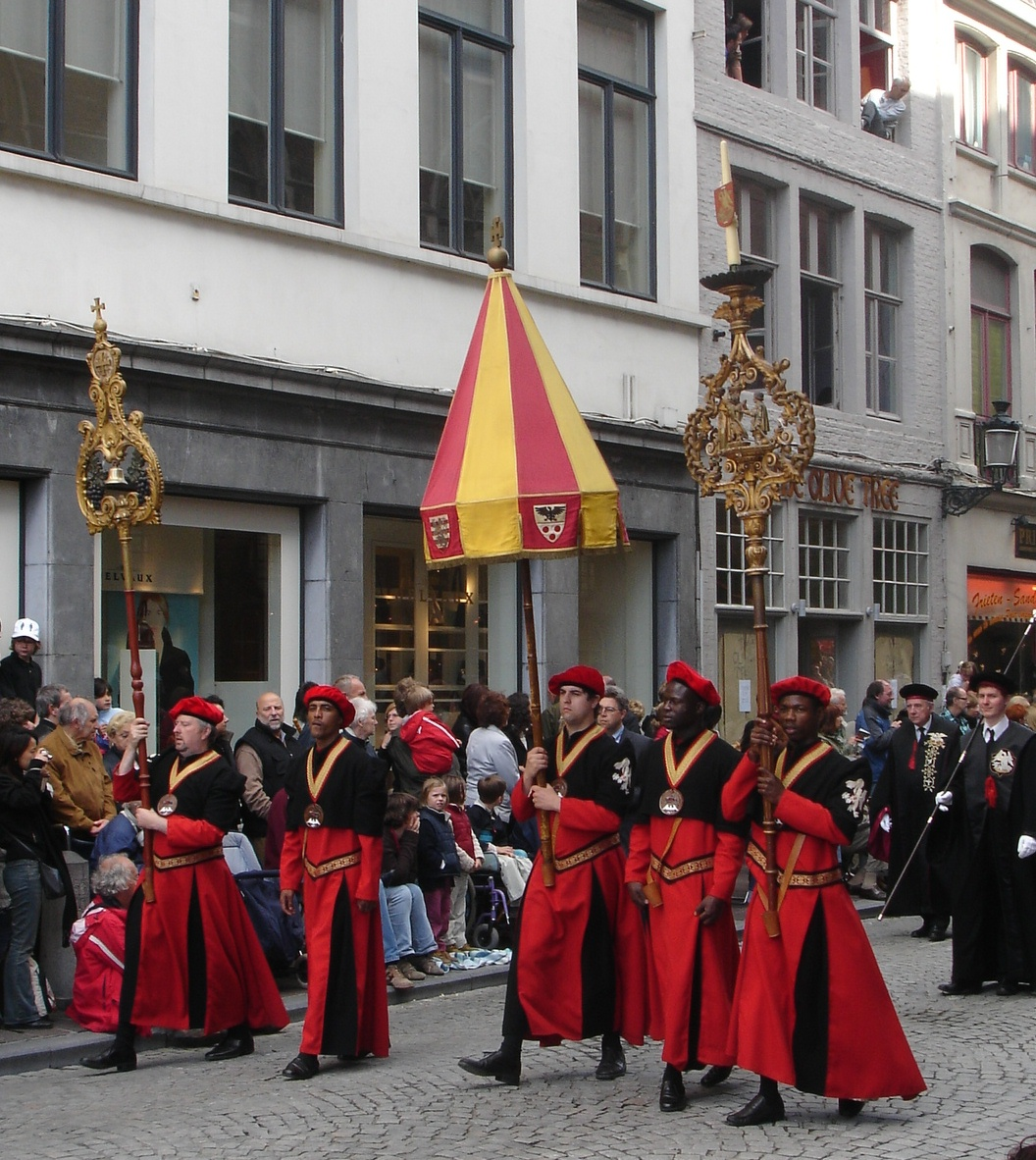
Tintinnabulum a padiglione nesené při Procesí svaté krve v Brugách

Tintin(n)abulum, někdy též cincinabulum, je malý zvonek (či zvonky) v pozlaceném rámu upevněné na bidle vedle umbracula (žluto-červeně pruhované látkového stínidla ve tvaru kužele, zvaného též basilica, či italsky padiglione), jedné z tradičních insignií basilicae minores (menších bazilik). Tintinnabulum se také může při procesích nést před stínidlem, přičemž zde slouží k ohlašování oltářní svátosti. Při slavnostnějších bohoslužbách může tintinabulum stát na někdejší epištolní straně oltáře.